# Montefrío
Montefrío est une commune de la province de Grenade de la communauté autonome d'Andalousie en Espagne.

## Géographie

### Transports

#### Transports routiers
Il y a deux routes principales qui traversent Montefrío:: la route A-335 et la route GR-3410.
- L'A-335 est une route de la communauté autonome andalouse qui relie Alcalá la Real (province de Jaén) à Loreto (dans la municipalité de Moraleda de Zafayona, province de Grenade). Cette route passe aussi par La Pedriza, Venta de Agramaderos, Tocón et Brácana (province de Grenade).

- La GR-3410 est une route provincial qui part de Puerto Lope (province de Grenade) et arrive à la route nationale N-432[1].